# أوهين كينيدي
أوهين كنيدي (ولد في 28 أبريل 1973) هو مهاجم دولي غاني سابق.
كانت بدايته مع فريق نادي مستريوس دوارفس الغاني موسم (1991 - 1992) ومع فريق نادي النصر السعودي في المملكة العربية السعودية حيث لعب له من (1993 - 1997).
وحقق مع النصر كأس خادم الحرمين الشريفين مرتين متتاليتين عام (1994) - (1995) وحقق هداف دوري خادم الحرمين الشريفين (1996).
انتقل عام (1997) إلى أنقره جوقو ولعب له حتى عام (2002) ولعب مع فريق أداناسبور موسم واحد عام (2003).

## مسيرته مع المنتخب
شارك مع منتخب غانا في دورة الألعاب الأولمبيه عام 1996 في أتلانتا وفي كأس الأمم الأفريقية عام 2000 التي نظمتها غانا مع نيجيريا وخرجت في الدور ربع النهائي بعد خسارتها امام جنوب أفريقيا.

## عدد اهدافه مع النصر
يعد أوهين كيندي أحد أهم الهدافين التاريخيين في نادي النصر حيث بلغت عدد اهدافه 74 هدفاً وهي كالتالي:
1414هـ: 4 أهداف:.
- في الدوري، هدف ضد الاهلي، وهدف ضد الهلال.
- في كأس ولي العهد، هدفين ضد الاهلي.

1415هـ: 23 هدف:
- 8 في كأس الاتحاد، ضد النجمة 3, وضد الاتحاد2, وضد الهلال2, وضد الرياض 1.
- 12 في الدوري ضد الروضة 2, القادسية 2, النجمة 3, الوحدة 4, الهلال1.
- 3 اهداف في كاس ولي العهد ضد القادسية.

1416هـ: 23 هدف:
- 3 أهداف في كأس الاتحاد ضد الشباب1, والطائي1, الرائد1.
- 14 هدف في الدوري، ضد الشباب2, الاتفاق1, الرياض2, القادسية 1, الاهلي4, الرائد1, التعاون1, الطائي2.
- هدف في كأس ولي العهد ضد الاتحاد1.
- 4 أهداف في كأس العرب، ضد الوحدة اليمني3, كاظمة الكويتي1.
- هدف في كأس آسيا ضد العربي القطري.

1417: 18 هدف:
- 9 أهداف الدوري، ضد الرياض1, والانصار1, الاهلي1, الوحدة 1, الاتفاق1, القادسية 1, الشباب1, الهلال2.
- 5 أهدف في كأس الاتحاد، ضد النجمة 2, الانصار2, الشباب.
- 4 أهداف في كأس آسيا، النجمة اللبناني1, بيروزي الايراني3.

1418: 6 أهداف
- 3 اهداف في كأس الاتحاد، ضد التعاون2, الاتفاق1.
- 3 اهداف في الدوري، ضد الطائي1, النجمة 1, الشعلة 1.

## روابط خارجية
- أوهين كينيدي على موقع الاتحاد الدولي (مؤرشف)  (الإنجليزية)
- أوهين كينيدي على موقع اتحاد تركيا (لاعب) (الإنجليزية)
- أوهين كينيدي على موقع قاعدة بيانات كرة القدم.إي يو (الإنجليزية)
- أوهين كينيدي على موقع ناشيونال فوتبول تيمز (الإنجليزية)
- أوهين كينيدي على موقع عالم كرة القدم.نت (الإنجليزية)
- أوهين كينيدي على موقع كووورة
- أوهين كينيدي على موقع أوليمبيديا (الإنجليزية)